# Copán
Copán là một địa điểm khảo cổ về nền văn minh Maya, nằm ở tỉnh Copán phía tây Honduras, gần biên giới với Guatemala. Đó là thành phố thủ đô của trong một thời kỳ của vương quốc Maya, từ thế kỷ thứ 5 đến thế kỷ thứ 9 sau Công nguyên. Thành phố nằm ở phía đông nam của khu vực văn hóa Trung Mỹ, trên biên giới với Isthmo-Colombia. Trong thung lũng màu mỡ này là một thành phố có niên đại khoảng 3000 năm với một khoảng sân rộng và một con đường quanh co.
Copán bị chiếm đóng hơn hai ngàn năm, từ khoảng thời gian Preclassic Postclassic. Thành phố phát triển một phong cách nghệ thuật điêu khắc đặc biệt trong truyền thống của vùng đất thấp Maya, có lẽ là để nhấn mạnh nghệ thuật dân tộc Maya của nhà lãnh đạo thành phố.
Copán là một thành phố có quyền lực mạnh mẽ, một vương quốc rộng lớn trong khu vực phía nam Maya. Thành phố bị một thảm họa chính trị lớn vào năm 738 khi Uaxaclajuun Ub'aah K'awiil, một trong những vị vua vĩ đại nhất trong lịch sử triều đại Copán, đã bị bắt và giết bởi chư hầu cũ của mình, vua của Quiriguá. Thất bại bất ngờ này dẫn đến khoảng thời gian 17 năm gián đoạn ở thành phố, trong thời gian đó Copán có thể đã chịu thua thiệt hơn so với Quiriguá.
Một phần đáng kể phía đông của khu vực lăng mộ Acropolis đã bị xói mòn đi bởi sông Copán, mặc dù con sông có kể từ khi được thay đổi dòng chảy để bảo vệ các di sản tránh khỏi thiệt hại bởi xói mòn.
Có khả năng tên Copán cổ là Oxwitik, phát âm phát âm [oʃwitik], "Ba Witik" (ý nghĩa của witik vẫn còn mơ hồ).

Copán
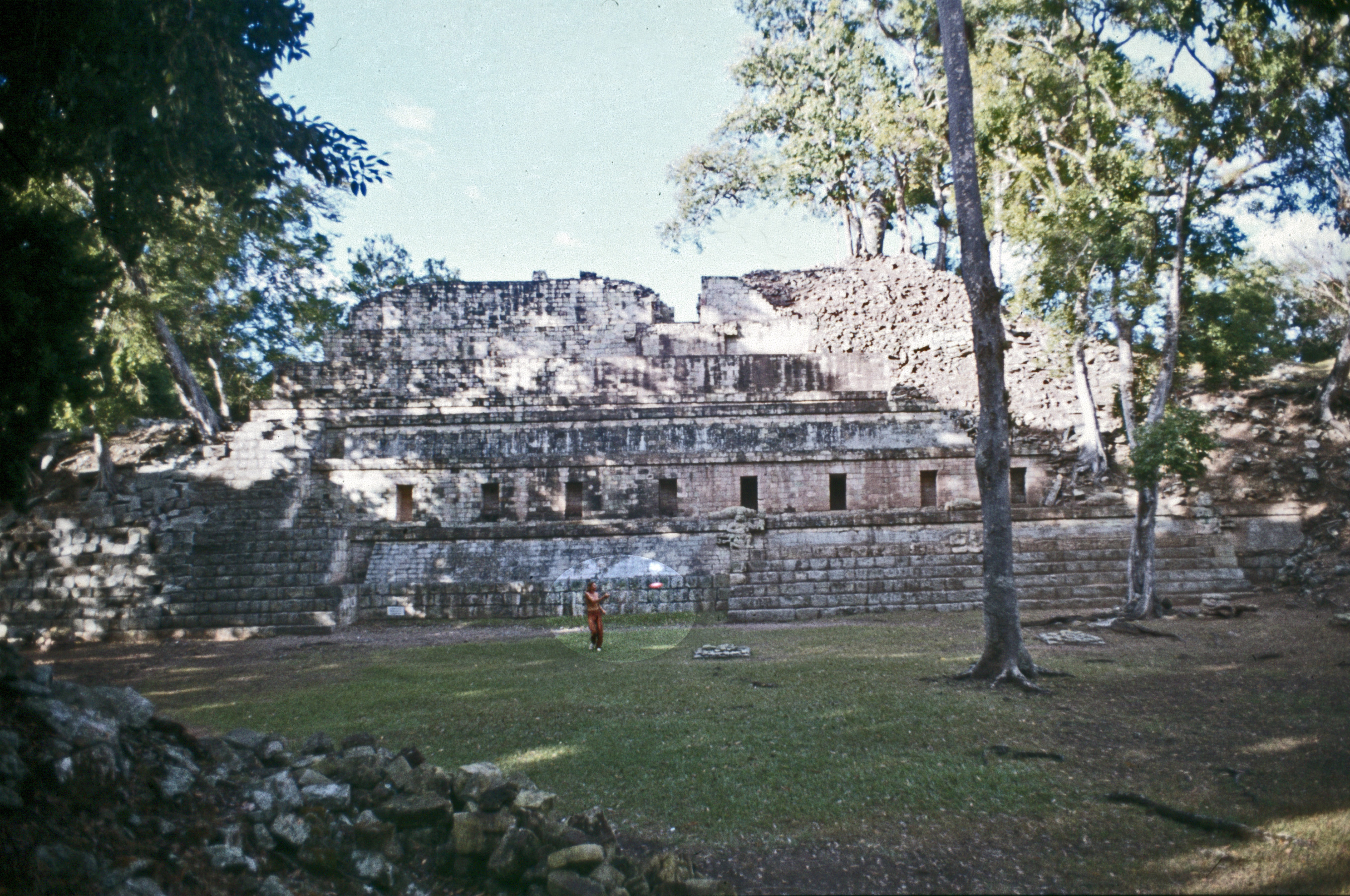
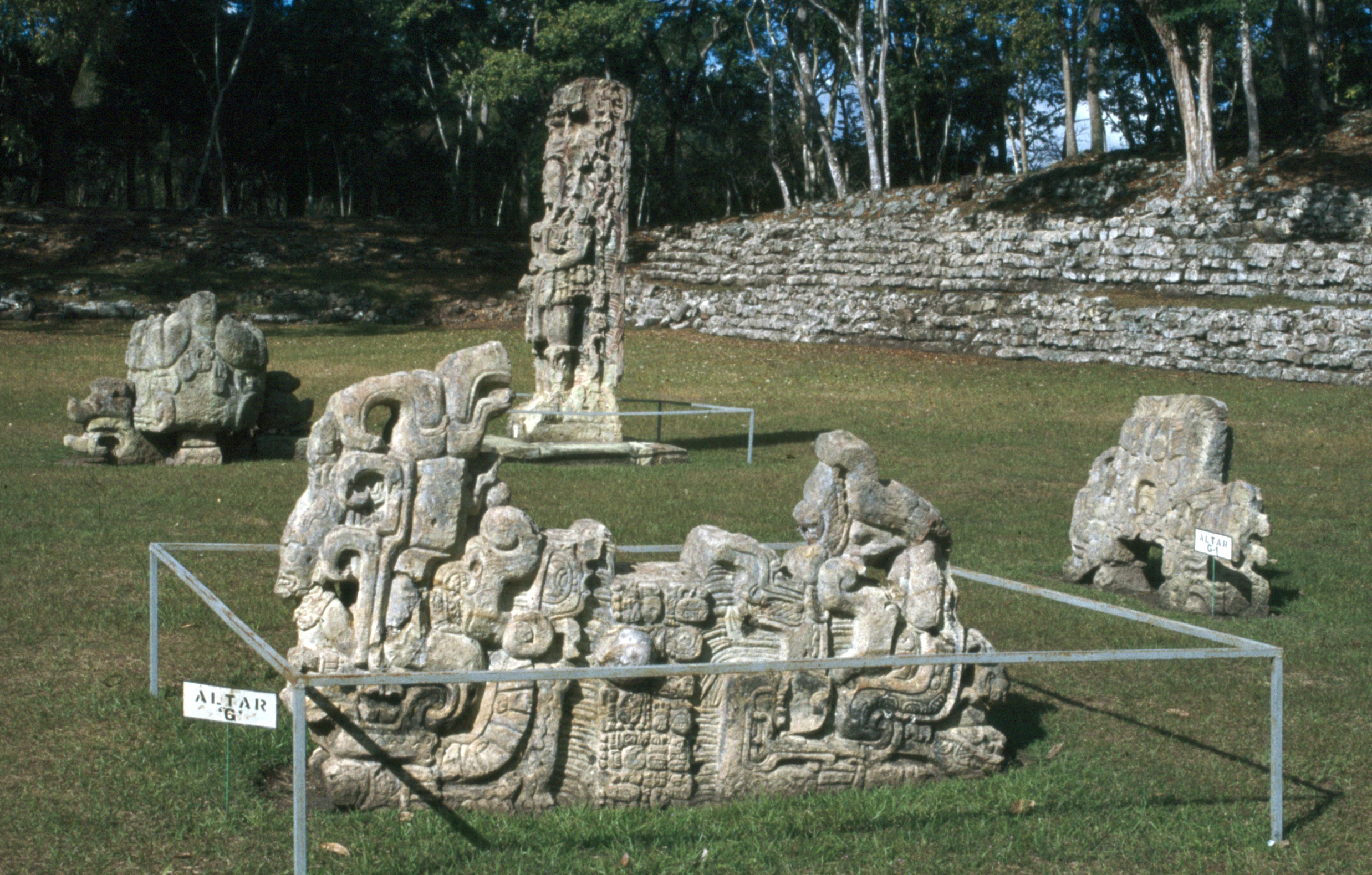
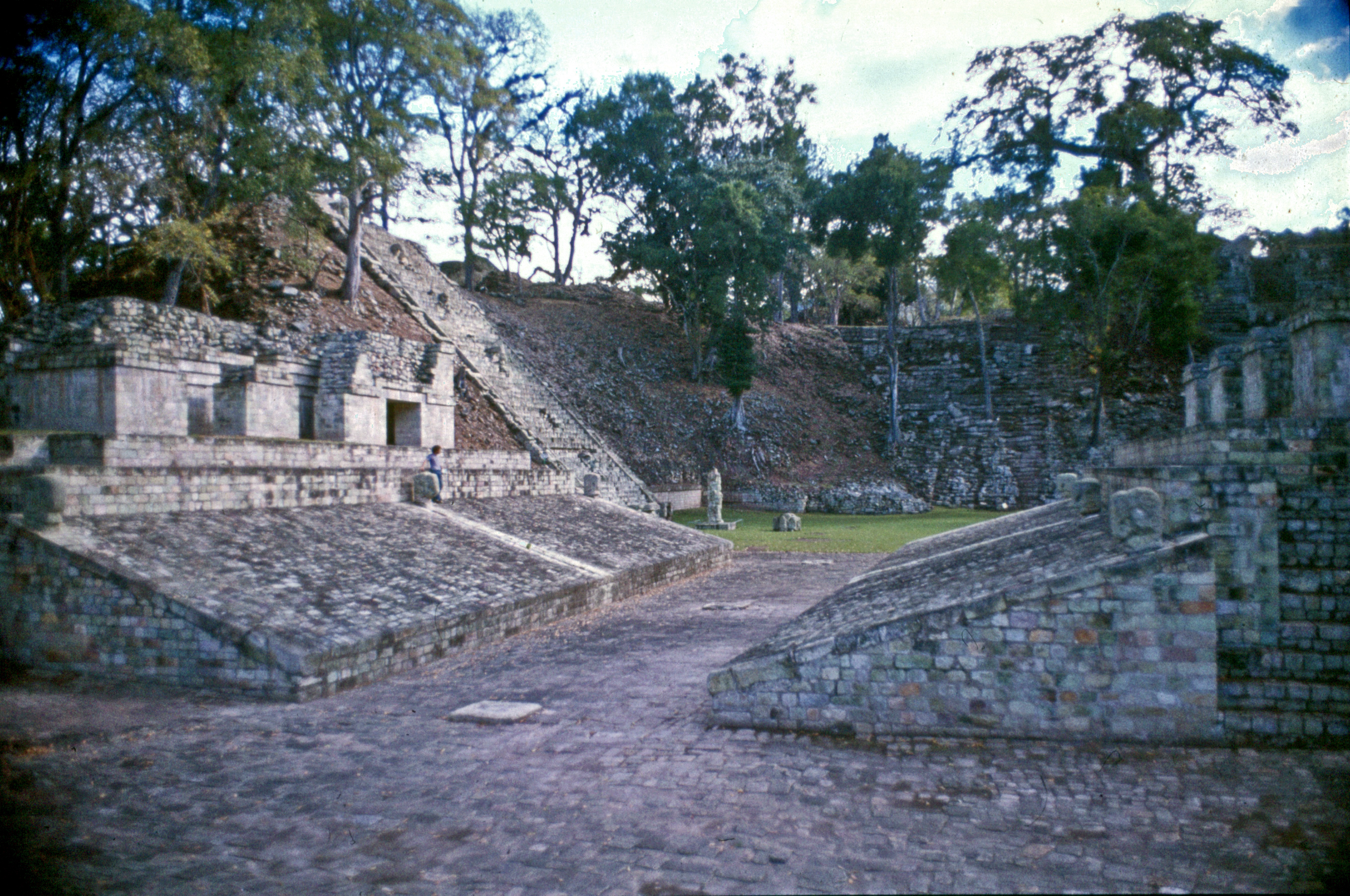
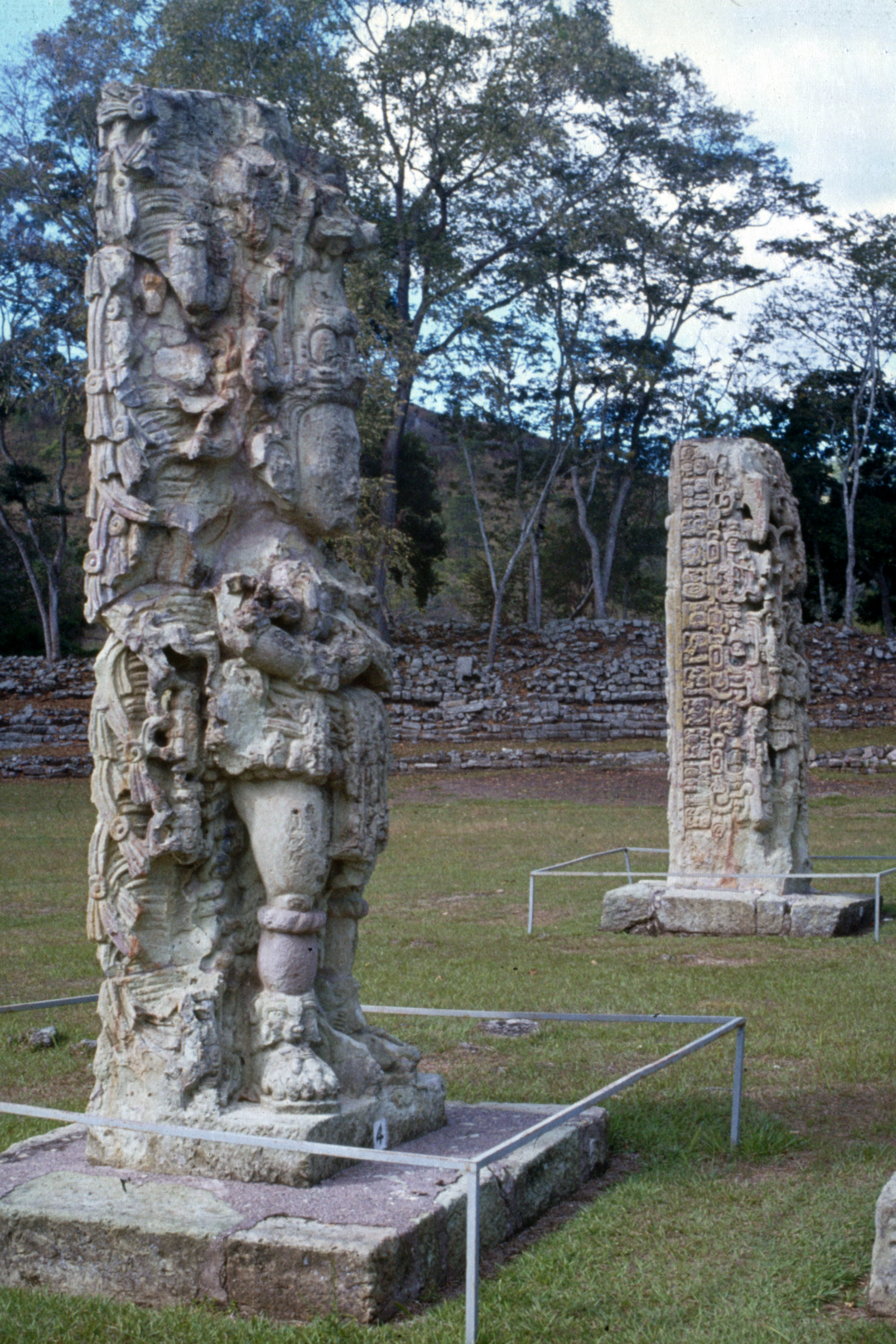
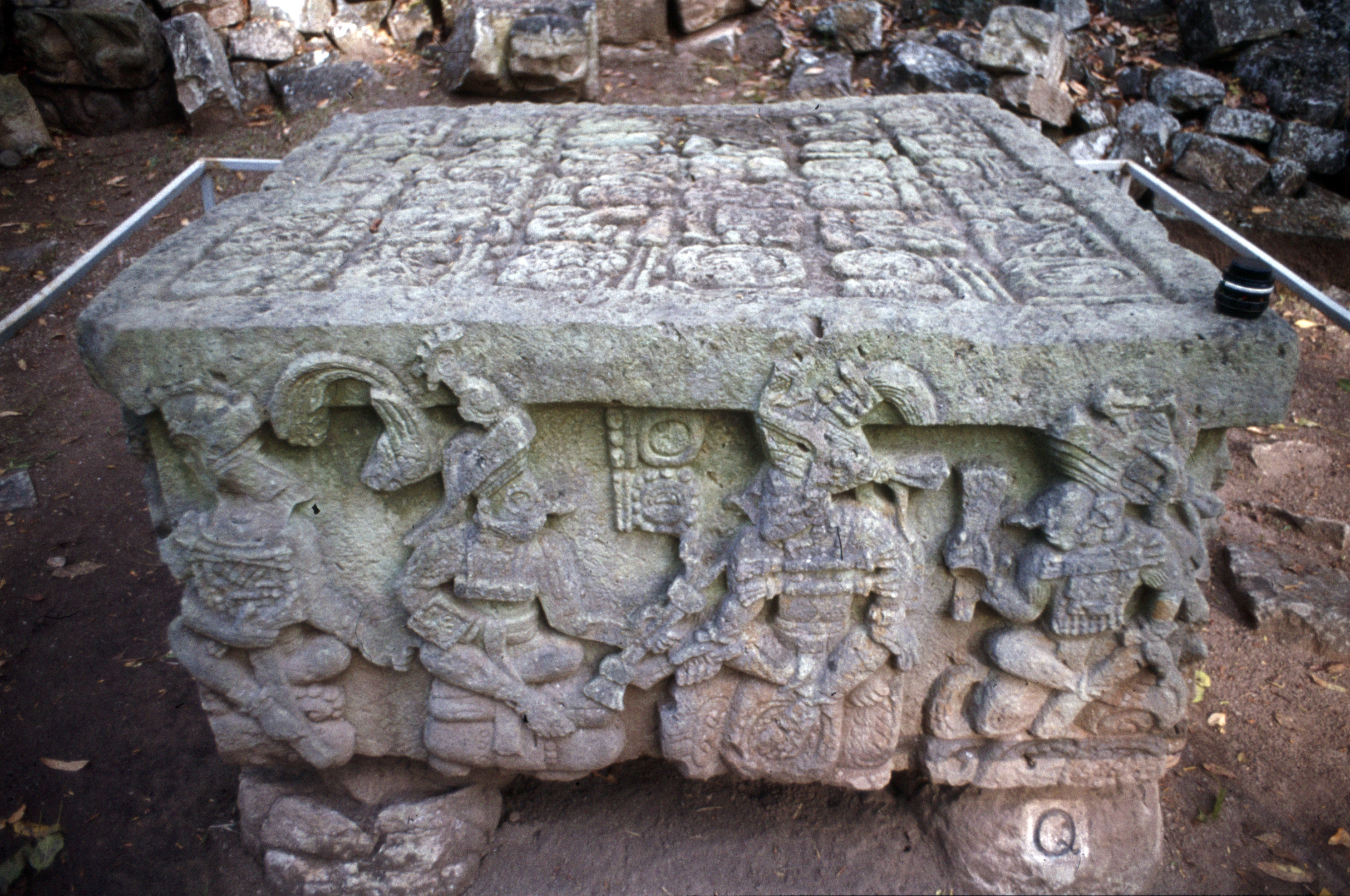
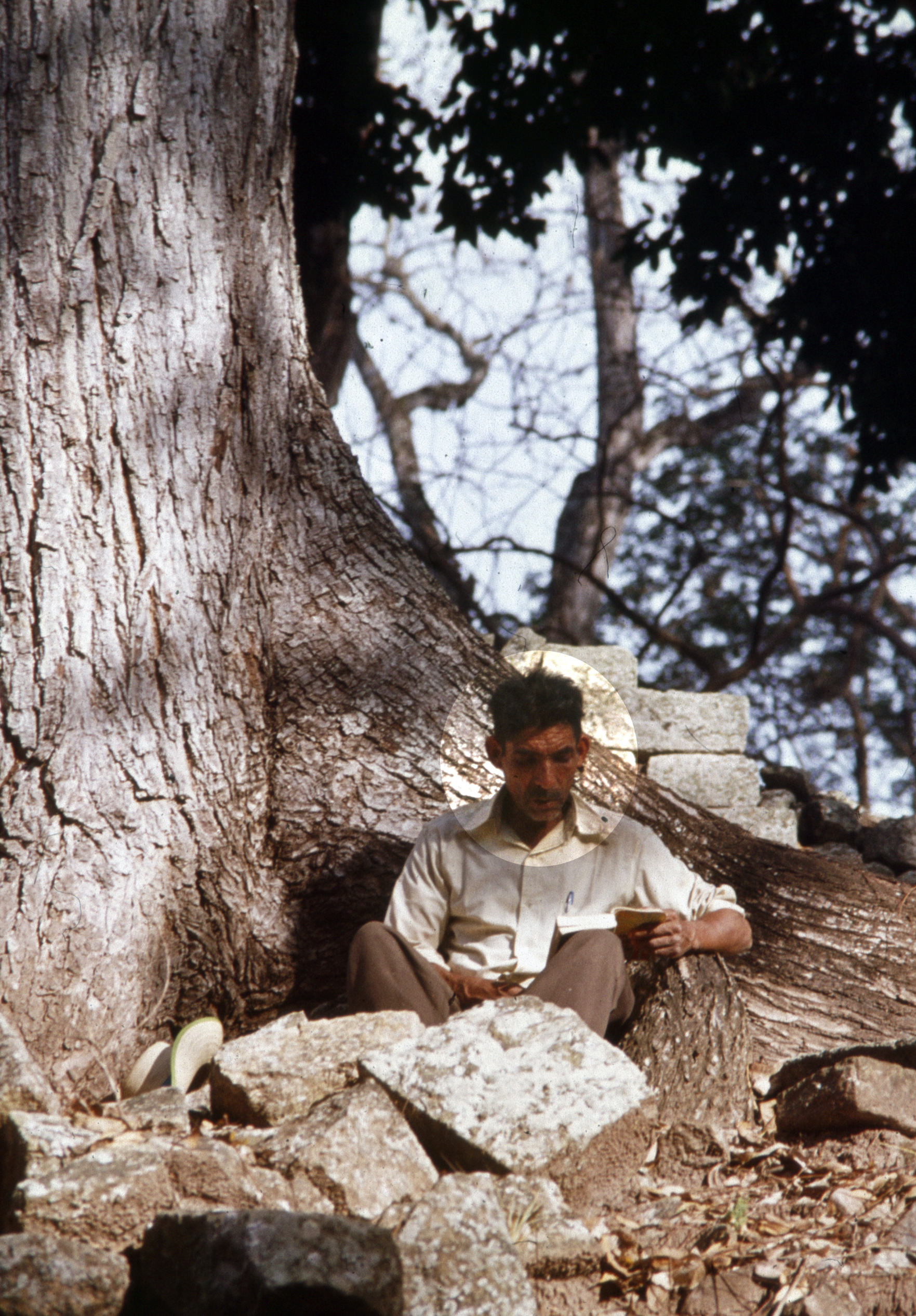